# 斎藤眞
斎藤 眞（さいとう まこと、1921年〈大正10年〉2月15日 - 2008年〈平成20年〉1月16日）は、日本の政治学者（アメリカ政治外交史）。勲等は文化勲章。東京大学名誉教授、日本学士院会員、文化功労者。名の「眞」は「真」の旧字体のため、新字体で斎藤 真（さいとう まこと）とも表記される。
東京大学法学部教授、国際基督教大学教授、国際基督教大学平和研究所所長などを歴任した。

## 来歴

### 生い立ち
斎藤勇（英文学者、文化功労者、東京大学名誉教授）の次男として東京都に生まれる。アメリカ文学者の斎藤光は実兄。
1927年、成城学園小学校入学。1937年に受洗。同年、成城高等学校文科乙類入学。1940年に同校を卒業。高木八尺に師事し、1942年東京大学法学部政治学科卒業。

### 政治学者として
ハーバード大学留学等を経て1959年から東京大学法学部教授、1981年から国際基督教大学教授を歴任。その他に国際基督教大学平和研究所所長、アメリカ学会会長などを務めた。門下生に五十嵐武士、古矢旬など多数いる。1989年12月から日本学士院会員。1997年文化功労者、2005年文化勲章受章。
日本基督教団所属のクリスチャンだった。2008年1月16日、慢性気管支炎のため東京都内の病院で死去。享年86。墓所は多磨霊園。

## 家族
- 父・斎藤勇 (イギリス文学者)
- 母・文子（富美子） - 河本重次郎の二女[3][4]
- 兄・斎藤光 - 東京大学名誉教授（アメリカ文学）。

## 著書

### 単著
- 『アメリカ外交の論理と現実』（東京大学出版会、1962年）
- 『アメリカ政治外交史』（東京大学出版会、1975年）、改訂版：古矢旬共著、2012年
- 『アメリカ現代史』（山川出版社、1976年）
- 『アメリカ史の文脈』（岩波書店、1981年）
  - 改題『アメリカとは何か』（平凡社ライブラリー、1995年、解説古矢旬） ISBN 978-4582760897
- 『先進工業諸国――普遍性と特殊化』（放送大学教育振興会、1985年）
- 『アメリカ革命史研究――自由と統合』（東京大学出版会、1992年） ISBN 978-4130360715
- 『アメリカを探る　自然と作為』（みすず書房、2017年）、遺著：古矢旬・久保文明監修

### 共著
- （阿部斉・有賀弘）『政治――個人と統合』（東京大学出版会、1967年、第2版1994年） ISBN 978-4130022026
- （杉山恭・馬場伸也・平野健一郎）『国際関係における文化交流』（日本国際問題研究所、1984年、第2版2000年） ISBN 978-4819300094

### 編著
- 『現代アメリカの内政と外交――高木八尺先生古稀記念』（東京大学出版会、1959年）
- 『講座アメリカの文化（3） 機会と成功の夢――農業主業から産業主業へ』（南雲堂、1969年）
- 『アメリカ政治外交史教材』（東京大学出版会、1972年／第二版、2008年）
- 『総合研究アメリカ（3） 民主政と権力』（研究社出版、1976年）

### 共編著
- （深谷満雄）『アメリカの対外政策決定と議会――その構造と展開』（日本国際問題研究所、1965年）
- （嘉治元郎）『アメリカ研究入門』（東京大学出版会、1969年）
- （永井陽之助・山本満）『戦後資料・日米関係』（日本評論社、1970年）
- （細谷千博・今井清一・蝋山道雄）『日米関係史開戦に至る10年――1931-1914年』（東京大学出版会（全4巻）、1971年-1972年、新版2000年）
- （シグムント・スカード）『講座アメリカの文化 別巻2　世界におけるアメリカ像――研究と展望』（南雲堂、1972年）
- （本間長世・亀井俊介）『日本とアメリカ――比較文化論』（南雲堂（全3巻）、1973年）
- （池本幸三）『アメリカ古典文庫11 チャールズ・A・ビアード―合衆国憲法の経済的解釈』（研究社出版、1974年）、解説担当
- （嘉治元郎）『アメリカ学入門』（南雲堂、1975年）
- （細谷千博）『ワシントン体制と日米関係』（東京大学出版会、1978年）
- （大西直樹）『今、アメリカは』（南雲堂、1995年） ISBN 978-4523262190

### 訳書
- ダニエル・ベル編『保守と反動――現代アメリカの右翼』（泉昌一共訳、みすず書房、1958年）
- エリッヒ・フロム『人間の勝利を求めて 外交政策における虚構と現実』（清水知久共訳、岩波書店、1963年）
- ハロルド・ニコルソン『外交』（深谷満雄共訳、東京大学出版会、1965年、新版・UP選書、1968年）
- リチャード・ホフスタッター『アメリカ現代史――改革の時代』（共訳、みすず書房、1967年）
- C・A・ビアード『アメリカ政党史』（有賀貞共訳著、東京大学出版会〈UP選書〉、1968年）
- C・E・メリアム『政治権力――その構造と技術』（有賀弘共訳、東京大学出版会、1973年、新版・UP選書（上下）、1981年）
- メリル・ジェンセン『アメリカ憲法の制定』（武則忠見・高木誠共訳、南雲堂、1976年）
- 『アメリカ古典文庫16　アメリカ革命』（五十嵐武士共訳、研究社出版、1978年）
- 合衆国商務省編『アメリカ歴史統計――植民地時代-1970年』（原書房（全3巻）、1986年-1987年、新装版1999年）
  - 1巻 1987年版 ISBN 978-4562018154／1999年版 ISBN 978-4887213449
  - 2巻 1987年版 ISBN 978-4562018161／1999年版 ISBN 978-4887213456
  - 3巻 1987年版 ISBN 978-4562018840／1999年版 ISBN 978-4887213463。各編訳代表
- シェルドン・ウォリン『政治学批判』（千葉眞・中村孝文共編訳、みすず書房、1988年）
- A・ハミルトン、J・ジェイ、J・マディソン『ザ・フェデラリスト』（武則忠見共訳、福村出版、1991年、新版1998年／中野勝郎共訳、岩波文庫、1999年）
- ジョン・ハイアム『自由の女神のもとへ――移民とエスニシティ』（阿部齊・古矢旬共訳、平凡社、1994年） ISBN 978-4582473322
- シェルドン・S・ウォリン『アメリカ憲法の呪縛』（千葉眞・山岡龍一・木部尚志共訳、みすず書房、2006年） ISBN 978-4622071877